# دوغ جينينغز
دوغ جينينغز (بالإنجليزية: Doug Jennings)‏ هو سياسي أسترالي، ولد في 30 أكتوبر 1928 في ملبورن في أستراليا، وتوفي في 9 أبريل 1987 في بريزبان في أستراليا بسبب مرض القلب التاجي. حزبياً، نشط في الحزب الوطني الأسترالي في كوينزلاند ‏. في 1976 Victorian state election ‏، انتخب عضو الجمعية التشريعية فيكتوريا عن دائرة Electoral district of Westernport ‏ (20 مارس 1976 – 5 مايو 1979) وفي 1980 Queensland state election ‏، انتخب عضو المجلس التشريعي ولاية كوينزلاند عن دائرة Electoral district of Southport ‏ (29 نوفمبر 1980 – 9 أبريل 1987).